# Punto complementare
In geometria, un punto {\displaystyle Q} è il complementare del punto {\displaystyle P} rispetto ad un triangolo {\displaystyle ABC,} se vale la relazione:
{\displaystyle {\overrightarrow {PG}}=2{\overrightarrow {GQ}}}
dove {\displaystyle G} è il baricentro di {\displaystyle ABC.} Se {\displaystyle Q} è il complementare di {\displaystyle P,} allora {\displaystyle P} è l'anticomplementare di {\displaystyle Q.} Ne risulta che {\displaystyle G} è contemporaneamente complementare e anticomplementare di sé stesso.
Il concetto di complementarità può essere applicato anche a rette, circoli o altre coniche afferenti alla geometria del triangolo, individuando la linea complementare come il luogo dei punti complementari dei punti della linea di partenza. In particolare tutte le rette passanti per il baricentro, quali ad esempio la retta di Nagel o la retta di Eulero, sono complementari a sé stesse. Anche la linea all'infinito è complementare a se stessa.
Poiché il baricentro giace ai 2/3 di ciascuna mediana, ne risulta che il triangolo complementare di un triangolo {\displaystyle ABC} è il triangolo ceviano del baricentro di {\displaystyle ABC,} ossia il suo triangolo mediale. Viceversa un triangolo {\displaystyle ABC} è il triangolo mediale del proprio triangolo anticomplementare.
Alcuni punti e linee notevoli nella geometria del triangolo sono legati da un rapporto di complementarità:
| punto                  | punto complementare               |
| ---------------------- | --------------------------------- |
| Incentro               | Punto di Spieker                  |
| Circumcentro           | Centro del cerchio dei nove punti |
| Ortocentro             | Circocentro                       |
| Punto di Gergonne      | Mittenpunkt                       |
| Punto di Nagel         | Incentro                          |
| Punto di de Longchamps | Ortocentro                        |

| linea                     | linea complementare      |
| ------------------------- | ------------------------ |
| Circumcerchio             | Cerchio dei nove punti   |
| Cerchio anticomplementare | Circumcerchio            |
| Cerchio polare            | Cerchio di de Longchamps |
| Linea di de Longchamps    | Asse ortico              |